# Ulochaetes leoninus
Ulochaetes leoninus är en skalbaggsart som beskrevs av Leconte 1854. Ulochaetes leoninus ingår i släktet Ulochaetes och familjen långhorningar. Inga underarter finns listade i Catalogue of Life.